# Маліков Аді Карімович
Аді Карімович Маліков (рос. Ади Каримович Маликов, 9 лютого 1897, Татарстан — січень 1973, Москва) — радянський військовий дипломат та розвідник. Є «повторником».

## Біографія
Аді Карімович, татарин за національністю, народився в селі Малі Кляри (рос. Малые Кляры) Казанської губернії.
В 1914 році закінчив Казанське торгове училище. Працював бухгалтером. Воював під час Першої світової війни.
В 1916 році закінчив 2-гу Казанську школу прапорщиків. Брав участь у боях на Румунському фронті в складі 56-го піхотного Житомирського полку.
1917 року вступив до лав РСДРП. В 1924 закінчив Військову академію Генерального штабу.
Володів турецькою, перською та киргизькою мовами. Обіймав посади радника в Туреччині, Ірані, Китаї та Розвідупрі Червоної армії.
1936 року отримав звання полковника. Був нагороджений двома орденами Червоного Прапора.

### Арешт
3 червня звільнений з Червоної армії, а 18 червня 1938 року вже був арештований за «антирадянську та шпигунсько-диверсійну діяльність». Республіканське МДБ звітувало:
28 вересня 1940 р. не військовий трибунал або Військова колегія Верховного Суду, а Особлива нарада при СРСР засудила його до 8-ми років виправно-трудових таборів.
1946 року, після відбуття покарання, відвідавши сім'ю у Москві, виїхав в Україну, адже мав режимні обмеження. Оселився в Запоріжжі, де в березні 1947 року влаштувався працювати в місцевій заготконторі.
1949 р. його знову арештували за старою справою, але в новій інтерпретації, «за причетність до агентури інорозвідки».
29 травня 1949 р. Особлива нарада при МДБ СРСР засудила його до заслання у Красноярський край (с. Богучани).
За клопотанням дружини Аді Карімович був звільнений 10 серпня 1954 року. Того самого року реабілітований за обома справами.